# トンボ楽器製作所
株式会社トンボ楽器製作所（トンボがっきせいさくじょ）は、東京都荒川区西日暮里に本社を置く楽器メーカーである。世界で数社しかない大手ハーモニカ製造企業の一つであり、日本国内では唯一のアコーディオン製造メーカーである。

## 概要

### 業務内容
ハーモニカやアコーディオン、龍笛、笙、調子笛等のリード楽器を取り扱う。楽器の自社製造と販売のほか、楽器の普及のために「トンボ・アコーディオン教本」など教材の作成や体験講座、コンサートなどのイベントも手がける。販売は自社製品だけでなく、輸入品も扱う。海外のアコーディオンの日本での輸入総代理店については「一国一代理店制度」を採用している。

### 施設
- 本社　東京都荒川区西日暮里2-37-22
- 製造部　埼玉工場（埼玉県戸田市）　中国工場（天津市）[3]

本社にはアコーディオン・ショールームを併設し、楽器の展示や体験講習などのイベントも行っている。

### 沿革

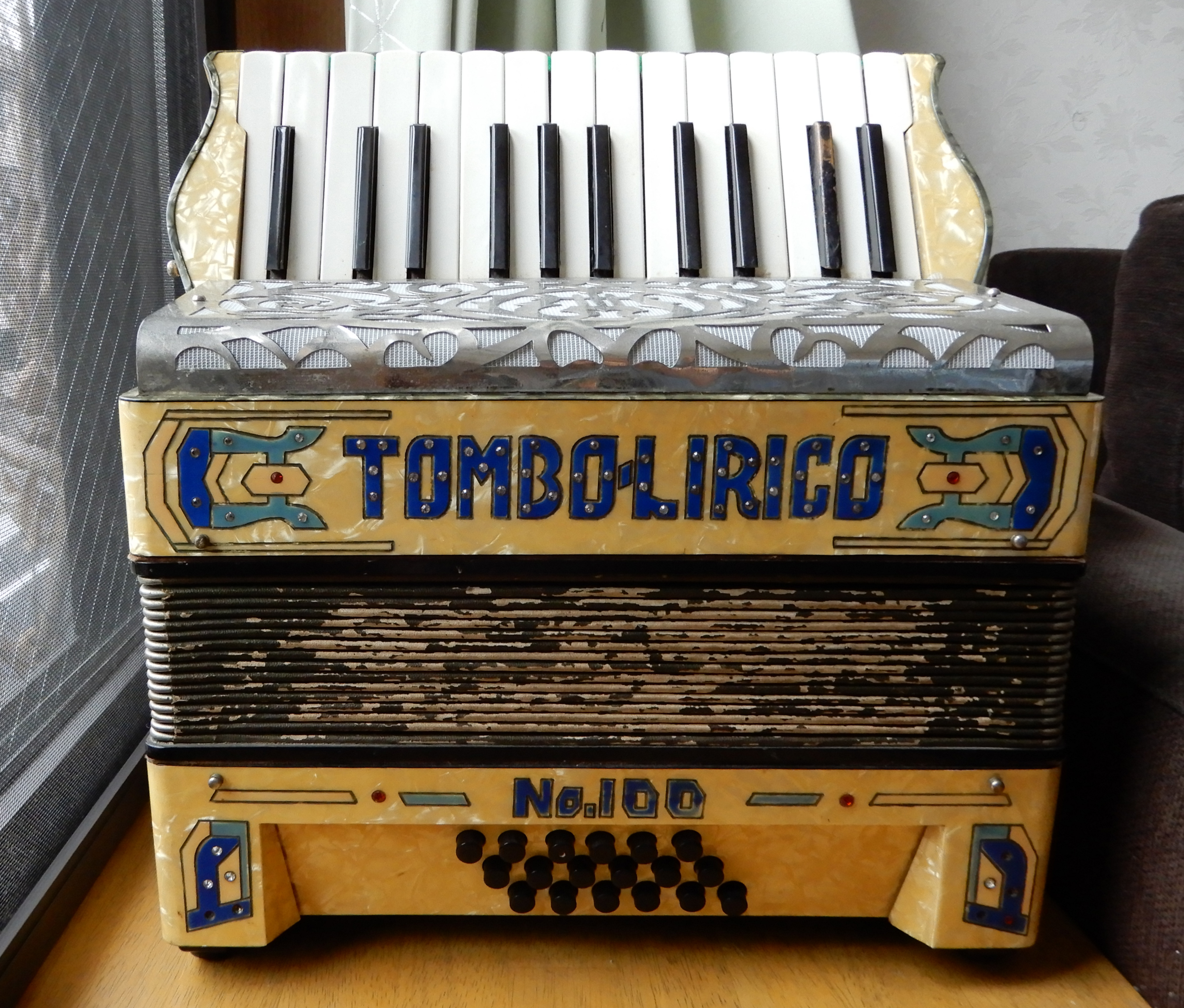
昭和初期のトンボ製ピアノ・アコーディオン

- 1902年 - 新潟・高田から単身上京した真野清次郎（真野清八　明治5年生まれ）が、修行の後、東京・上野で玩具問屋「高陽堂　真野商会」を設立。自社製のオリジナル玩具としてリードを数枚利用した小型の「手風琴」を開発し、ヒット商品となった[5][2]。
- 1917年 - ハーモニカの製造を開始。日本初の国産ハーモニカを作った東京・荒川の小林鶯声(おうせい)社のリード職人が、1917年頃、ハーモニカの製造方法と機械一式を当時としては非常に高額で真野商会に売ったのが始まりであると言う[6]。
- 1928年 - ドイツやチェコの手風琴を参考にダイアトニック・ボタン・アコーディオン「トンボ一号」を試作[6]。
- 1931年 - アコーディオンの量産開始[7]。その後、数多くのダイアトニック式やピアノ鍵盤式アコーディオンを製造、販売する。
- 1980年代後半より - 海外の展示会に直接出店し本格的に販路を拡張[2]

## 主な製品

### ハーモニカ

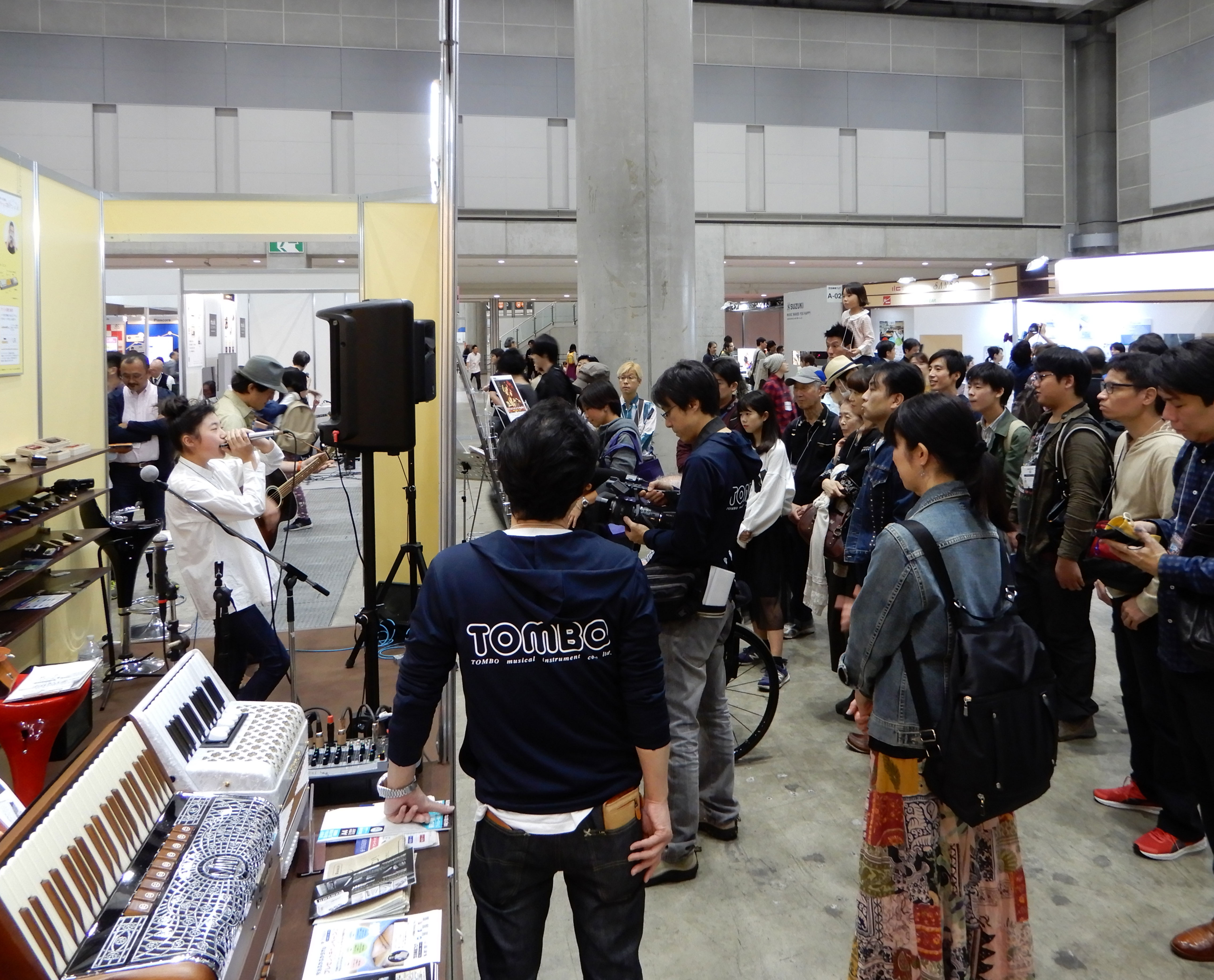
2018楽器フェア。トンボ楽器製作所の展示ブースでのハーモニカとギターによるデモ演奏

あらゆるタイプのハーモニカを製造している。2018年現在は、テンホール・ハーモニカ、複音ハーモニカ、アンサンブルハーモニカ(低音用のバス・ハーモニカや和音伴奏用のコード・ハーモニカを含む)、クロマチック・ハーモニカ、教育楽器向けの「教育用ハーモニカ」などを手がけている。
戦前では宮田東峰監修の複音ハーモニカ「ミヤタ・バンド」が有名である。戦後は、教育楽器として学童のあいだでも普及した「トンボ・シングル」や、長渕剛やゆずなども使用するテンホールズ・ハーモニカの「メジャーボーイ」、ミック・ジャガーなど海外のプロ奏者も愛用する「Lee Oskar」(リー・オスカー)や「folkblues」などが有名。海外へは、Lee Oskerモデルを中心に30カ国以上(「40ヶ国以上」とも)に輸出している。

### アコーディオン

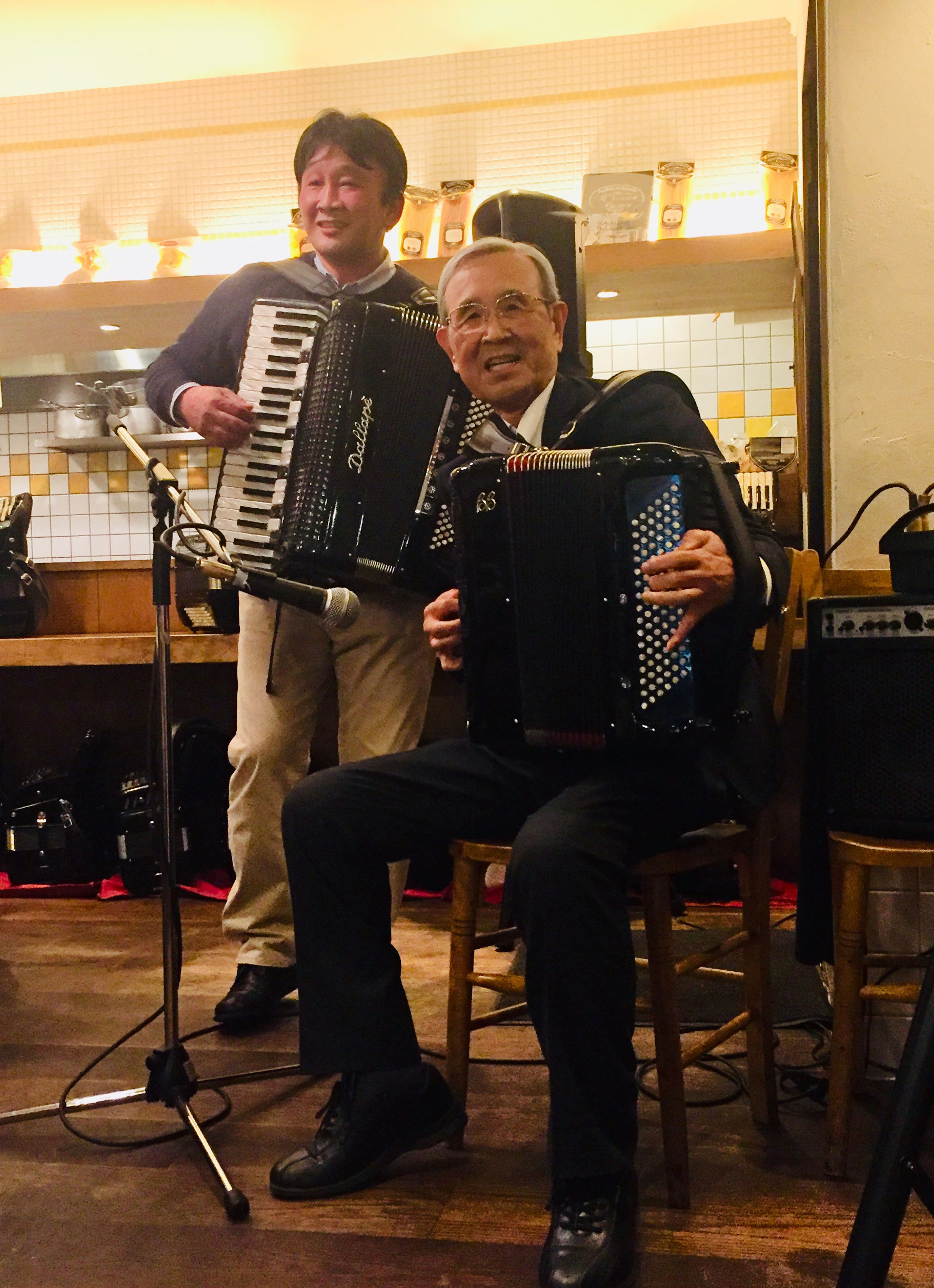
パーティーでアコーディオンを演奏する真野泰治会長と真野照久社長。2018年12月撮影

1931年にダイアトニック・アコーディオンを製造して以来、ダイアトニック・モデルとピアノ・アコーディオンの機種を多数、開発し、製造と販売を手がけてきた。2018年現在、自社製造のアコーディオンはピアノ・アコーディオンのみである。
教育楽器として日本の小学校等でもおなじみの「合奏用アコーディオン」の他、各種の「独奏用アコーディオン」の製造販売も手がけている。

## その他
- ハーモニカの製造開発などで画期的な技術を開発してきた。現在、同社がもつ特許等は82件[1]である。
- 社名の由来は、前進あるのみで退かない昆虫であるトンボから。ちなみに、当時の日本では、オニヤンマから社名を取ったヤンマーや、商標としてバタフライを使用したヤマハなど昆虫由来の社名は一般的であった[5]。
- 以前は、ウクレレや電気ウクレレ（ウクレット）など、フリー・リード楽器以外の楽器も製造していた。[5]